# Condado de Osceola (Michigan)
O Condado de Osceola é um dos 88 condados do estado norte-americano do Michigan. Tem uma população de 23 197 habitantes, e uma densidade populacional de 16 hab/km² (segundo o censo nacional de 2000).. A sede do condado é Reed City, que é também a sua maior cidade. O condado foi partido em 1840 sob o nome de Condado de Unwattin por um chefe da tribo Odawa. O nome do condado foi renomeado em 1843 para Osceola, por um líder da tribo dos Seminoles. Foi inicialmente anexado ao Condado de Ottawa para assuntos administrativos. Em 1855, foi anexado ao Condado de Mason, em 1857 ao Condado de Newaygo e em 1859 ao Condado de Mecosta. O governo decidiu por separar o condado e colocar como sede a cidade de Hersey. Reed City se tornou sede em 1927.

## Condados adjacentes
- Condado de Missaukee (nordeste)
- Condado de Wexford (noroeste)
- Condado de Clre (leste)
- Condado de Lake (oeste)
- Condado de Mecosta (sul)

## Cidades e vilas
- Evard
- Reed City
- Hersey
- Le Roy
- Marion
- Tustin
- Sears